# Huset vid Tara Road
Huset vid Tara Road (originaltitel: Tara Road) är en irländsk dramafilm från 2005 regisserad av Gillies MacKinnon. Filmen är baserad på boken med samma namn som blev en bästsäljare av Maeve Binchy. Filmen släpptes på DVD den 26 april 2006. Filmen är barntillåten.

## Handling
Marilyn Vine (Andie MacDowell) och Ria Lynch (Olivia Williams) har aldrig träffats. Och de har nästan ingenting gemensamt. Ett telefonsamtal förändrar deras liv för alltid. Marilyn och Ria bestämmer sig nämligen för att byta hus med varandra under några månader. Marilyn flyttar in i Rias hus på Tara Road i Dublin och Ria flyttar till Marilyns hus. Dom förvirras av varandras livsstil. Genom att ta del av varandras vardag lär de känna varandra och varandras hemligheter, och när sommaren är slut har de också lärt sig känna nya sidor hos sig själva.

## Rollista (i urval)
- Olivia Williams - Ria Lynch
- Andie MacDowell - Marilyn Vine
- Johnny Brennan - Brian
- Iain Glen - Danny
- Stephen Rea - Colm
- Maria Doyle Kennedy - Rosemary
- Sarah Bolger - Annie
- Jia Francis - Heidi
- Brenda Fricker - Mona
- Heike Makatsch - Bernadette
- Ruby Wax - Carlotta
- August Zirner - Greg
- Jean-Marc Barr - Andy